# アイズ (2015年の映画)
『アイズ』（EYES）は、2015年6月6日公開の日本のホラー映画。福田陽平監督の作品で、主演は伊藤万理華。

## 概要
『リング』『らせん』などの代表作で知られる、ホラー作家・鈴木光司による短編集『アイズ』所収の一編『しるし』を長編映画化。女性アイドルグループ・乃木坂46の伊藤万理華が映画初主演を飾り、『×ゲーム』『ビンゴ』の福田陽平監督がメガホンをとった。

## ストーリー
平凡な女子高生・山本由佳里は、ある日マンションの表札に「F」というマーキングを見つける。それ以来、周囲で不幸や不可解な出来事が続発する。家族の失踪や友人の事故死、見えるはずのない少女の幻覚、やがて直面する驚くべき真実。

## キャスト
- 山本由佳里 - 伊藤万理華（乃木坂46）[10]
- 山本由布子 - おぞねせいこ[10]
- 山本和弘　- 山田太一[10]
- 山本翔太 - 中川慶二[10]
- 遠藤宗介 - 遠藤耕介[10]
- 松原奈保 - 山田朱莉（夢みるアドレセンス）[10]
- 田中太一 - 西洋亮[10]
- 白石健児 - 高橋健一（キングオブコメディ）[10]
- バス運転手 - 今野浩喜（キングオブコメディ）[10]
- 白服の少女 - 小林愛奈[10]
- 小田美由紀 - 優恵[10]
- 松田亮太 - 上川雄介
- 東佳代子
- 高崎二郎
- 屋根三郎
- 鈴木寧々(精神科医) - 秋山依里

## スタッフ
- 監督 - 福田陽平[10]
- 脚本 - 田中佑和、久保幸湖、福田陽平[10]
- 音楽 - 34423[10]
- プロデューサー - 齋藤浩司、山野裕史、山口誠[10]
- アソシエイトプロデューサー - 金子誠二郎[10]
- 撮影 - 三村和弘、福田陽平[10]
- 照明 - 杉本周士、中村晋平[10]
- 録音 - 田辺正晴、坂上賢治[10]
- 美術 - 福田陽平[10]
- 編集 - 鳥居康剛、福田陽平[10]
- 助監督 - 村上秀晃[10]
- 監督補 -  田中佑和[10]
- 衣裳 - 百井豊[10]
- スタイリスト - チバヤスヒロ[10]
- ヘアメイク - KUMI、花井麻衣[10]
- 主題歌 - SuG「teenAge dream」（PONY CANYON INC.）[11]

## DVD・Blu-ray
2015年12月2日発売。
- 発売元 - 「アイズ」製作委員会
- 販売元 - ハピネット